# CSO Boldești-Scăeni
CSO Boldești-Scăeni este un club de fotbal din Boldești-Scăeni, Judetul Prahova, care joaca in Liga IV Prahova. 
Clubul a fost foundat in 1947 ca Petrolistul Boldești și a jucat 26 de sezoane in Liga a III-a.

## Istoric
Înființată în 1947, ca echipă a Schelei de Petrol Boldești, Petrolistul a jucat, până în 1968, în campionatele raionale și regionale. În 1968, ca urmare a reorganizării Diviziei C, numărul echipelor din acest eșalon a crescut de la 56 (4 serii de 14 echipe) la 128 (8 serii de 16 echipe). Ocupând locul trei în Seria de Est a Campionatului Regional Ploiești, cu 29 de puncte (13 victorii, 3 remize, 6 înfrângeri și 34-25 goluri), Petrolistul a promovat în Divizia C 
Între 1979 și 1994, clubul a retrogradat în campionatul județean de două ori, 1988 și 1990. În sezonul 1993-94 al Diviziei C – Județul Prahova, Petrolistul a ocupat prima poziție cu următoarea linie de clasament: 30 22 8 0 71-18 52 puncte. Petrolistul a promovat în Divizia B (așa cum era numit atunci eșalonul al treilea al fotbalului românesc, după Divizia Națională și Divizia A), cu două victorii în meciul de baraj cu Victoria Ozun din județul Covasna (5-0 la Boldești și 3-1 la Ozun).
Rămasă fără finanțare, în 2008 echipa a fuzionat cu Voința Kaproni Gornet – echipă promovată în acel an în Liga a III-a, devenind Petrolistul Kaproni Boldești. Sub acest nume a activat la acest nivel până la finalul sezonului 2009-2010, când, deși ocupa locul 7, patronul George Negoițescu a decis să desființeze echipa și a cedat locul în Liga a III-a lui AFC Filipeștii de Pãdure.
În vara anului 2010, la inițiativa primarului orașului Boldești-Scăeni, Constantin Bucuroiu, și a liderului sindicatului Schelei  Boldești, Mihai Nicolescu, echipa a reapărut în peisajul fotbalului județean Prahova, evoluând în Seria Nord a Ligii a V-a Prahova, eșalonul al cincilea al sistemului de fotbal românesc și al doilea de la nivelul județului, pe care l-au câștigat fără înfrângere, promovând în Liga a IV-a Prahova.
În sezonul 2014-15, Petrolistul Boldești a câștigat Liga a IV-a Prahova, iar barajul de promovare (3-0 acasă și 3-0 în deplasare) s-a disputat cu Unirea Fierbinți, câștigătoarea Ligii a IV-a Ialomița, și a obținut promovarea în Liga a III-a. A rezistat în liga a III-a doar două sezoane, retrogradând la finalul sezonului 2016-2017, deși avea ocazia să rămână din cauza nelicențierii unora dintre echipele promovate.
În vara anului 2022, clubul a fost redenumit CSO Boldești-Scăeni, fiind finanțat de primăria locală.

## Palmares
Liga a III-a:
- Locul 2 (2): 2001–02, 2003–04

Liga a IV-a – Județul Prahova
- Câsțigătoare (3): 1993–94, 1999–00, 2014–15
- Locul 2 (4): 1987–88, 1989–90, 2012–13, 2013–14

Liga a V-a – Județul Prahova
- Câsțigătoare (1): 2010–11

Cupa României – Județul Prahova
- Câsțigătoare (5): 1991–92, 1999–2000, 2012–13, 2022–23, 2023–24
- Locul 2 (1): 2013–14

### Alte performanțe
- Prezențe in Liga a III-a: 26
- Cea mai mare performanță în Cupa României: 16-imi (1995–96), (2013–14)

## Parcursul competițional
| Sezon   | Nivel                                         | Divizie                                       | Loc                                           | Note                                          | Cupa României                                 |
| ------- | --------------------------------------------- | --------------------------------------------- | --------------------------------------------- | --------------------------------------------- | --------------------------------------------- |
| 2021–22 | 4                                             | Liga a IV-a (PH)                              | 10                                            |                                               |                                               |
| 2020–21 | Nu a activat, din cauza Pandemiei de COVID-19 | Nu a activat, din cauza Pandemiei de COVID-19 | Nu a activat, din cauza Pandemiei de COVID-19 | Nu a activat, din cauza Pandemiei de COVID-19 | Nu a activat, din cauza Pandemiei de COVID-19 |
| 2019–20 | 4                                             | Liga a IV-a (PH)                              | 3                                             |                                               |                                               |
| 2018–19 | 4                                             | Liga a IV-a (PH)                              | 3                                             |                                               |                                               |
| 2017–18 | 4                                             | Liga a IV-a (PH)                              | 4                                             |                                               |                                               |
| 2016–17 | 3                                             | Liga a III-a (Seria a II-a)                   | 18                                            | Retrogradată                                  |                                               |
| 2015–16 | 3                                             | Liga a III-a (Seria a II-a)                   | 7                                             |                                               |                                               |
| 2014–15 | 4                                             | Liga a IV-a (PH)                              | 1 (C)                                         | Promovată                                     |                                               |
| 2013–14 | 4                                             | Liga a IV-a (PH)                              | 2                                             |                                               | Șaisprezecimi                                 |
| 2012–13 | 4                                             | Liga a IV-a (PH)                              | 2                                             |                                               |                                               |
| 2011–12 | 4                                             | Liga a IV-a (PH)                              | 3                                             |                                               |                                               |
| 2010–11 | 5                                             | Liga a V-a (PH)                               | 1 (C)                                         | Promovată                                     |                                               |
| 2009–10 | 3                                             | Liga a III-a (Seria a III-a)                  | 7                                             |                                               |                                               |
| 2008–09 | 3                                             | Liga a III-a (Seria a III-a)                  | 4                                             |                                               |                                               |
| 2005–06 | 3                                             | Divizia C (Seria a IV-a)                      | 3                                             |                                               |                                               |
| 2004–05 | 3                                             | Divizia C (Seria a IV-a)                      | 7                                             |                                               |                                               |
| 2003–04 | 3                                             | Divizia C (Seria a II-a)                      | 2                                             |                                               |                                               |
| 2002–03 | 3                                             | Divizia C (Seria a II-a)                      | 8                                             |                                               |                                               |
| 2001–02 | 3                                             | Divizia C (Seria a II-a)                      | 2                                             |                                               |                                               |
| 2000–01 | 3                                             | Divizia C (Seria a IV-a)                      |                                               |                                               |                                               |

| Sezon   | Nivel | Divizie                   | Loc   | Note         | Cupa României |
| ------- | ----- | ------------------------- | ----- | ------------ | ------------- |
| 1999–00 | 4     | Divizia D (PH)            | 1 (C) | Promovată    |               |
| 1998–99 | 3     | Divizia C (Seria a III-a) | 18    | Retrogradată |               |
| 1997–98 | 3     | Divizia C (Seria a II-a)  | 10    |              |               |
| 1996–97 | 3     | Divizia C (Seria a II-a)  | 6     |              |               |
| 1995–96 | 3     | Divizia C (Seria a II-a)  | 10    |              | Șaisprezecimi |
| 1994–95 | 3     | Divizia C (Seria a II-a)  | 11    |              |               |
| 1993–94 | 4     | Divizia D (PH)            | 1 (C) | Promovată    |               |
| 1989–90 | 4     | Divizia D (PH)            | 2     |              |               |
| 1987–88 | 4     | Divizia D (PH)            | 2     |              |               |
| 1978–79 | 3     | Divizia C (Seria a III-a) | 15    | Retrogradată |               |
| 1977–78 | 3     | Divizia C (Seria a IV-a)  | 12    |              |               |
| 1976–77 | 3     | Divizia C (Seria a III-a) | 11    |              |               |
| 1975–76 | 3     | Divizia C (Seria a III-a) | 12    |              |               |
| 1974–75 | 3     | Divizia C (Seria a III-a) | 12    |              |               |
| 1973–74 | 3     | Divizia C (Seria a III-a) | 4     |              |               |
| 1972–73 | 3     | Divizia C (Seria a III-a) | 7     |              |               |
| 1971–72 | 3     | Divizia C (Seria a V-a)   | 5     |              |               |
| 1970–71 | 3     | Divizia C (Seria a II-a)  | 6     |              |               |
| 1969–70 | 3     | Divizia C (Seria a II-a)  | 7     |              |               |
| 1968–69 | 3     | Divizia C (Seria a II-a)  | 6     |              |               |